# Wyklejka

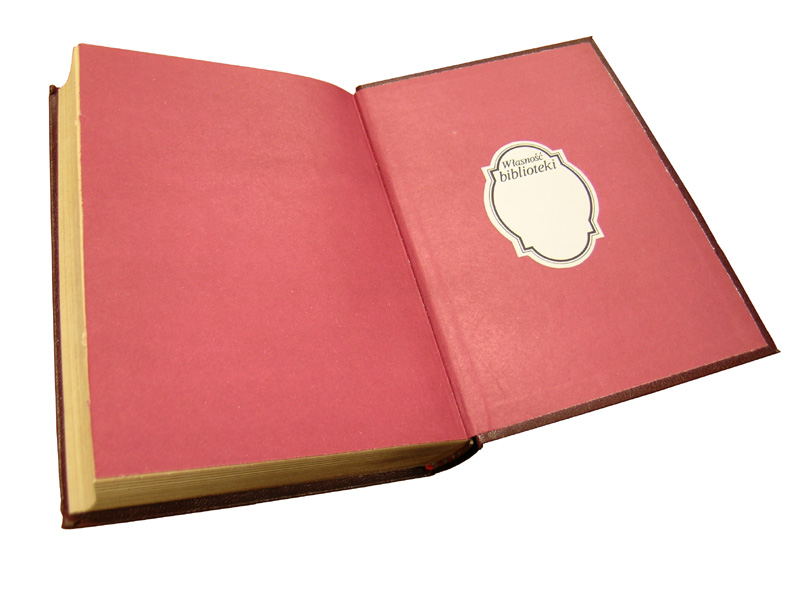
Wyklejka w polskiej książce

Wyklejka (nazywana potocznie przez drukarzy forzacem) – element oprawy książkowej: dwukartkowa składka przyklejona lub przyszywana grzbietem do pierwszego lub ostatniego arkusza książki w twardej oprawie; jedna z jej kartek jest w całości przyklejona do wewnętrznej strony okładki. Zadaniem wyklejki jest ochrona przed zniszczeniem zewnętrznych arkuszy książki i związanie bloku książkowego z okładką. Dodatkowo, wkładka mogła zdobić książkę, dlatego czasem wykonywana była z kosztownych materiałów jak pergamin, skóra lub jedwab.